# 37.5 °C no namida
37.5 °C no namida (37.5℃の涙? lett. "37,5 °C lacrime") è un manga scritto e disegnato da Chika Shiina. Pubblicato da Shogakukan, è stato serializzato sulla rivista Cheese! e in seguito raccolto in volumi tankōbon. Un adattamento in forma di dorama è andato in onda su Tokyo Broadcasting System dal 9 luglio al 17 settembre del 2015.
Ha vinto il Premio Shogakukan per i manga nel 2016.

## Trama
Momoko lavora per un servizio di assistenza all'infanzia specializzato nell'assistenza domiciliare per piccoli malati ma ha difficoltà a imparare come reagire ai bambini bisognosi del suo aiuto. Crescendo assieme a loro, Momoko apprende come una persona possa fare la differenza nella vita dei piccoli.

## Personaggi e interpreti
- Momoko Sugisaki (interpretata da Misako Renbutsu)
- Motoharu Asahina (interpretato da Hiroki Narimiya)
- Chikara Yanagi (interpretato da Naohito Fujiki)
- Megumi Seki (interpretata da Miki Mizuno)
- Kensuke Shinohara (interpretato da Mokomichi Hayami)
- Koyuki Asahina (interpretata da Hana Matsushima)
- Koharu Asahina (interpretato da Rio Suzuki)
- Fumiko Asagiri (interpretato da Atsuko Asano)
- Yumika Ono (interpretata da Reina Triendl)
- Yuki Sugisaki (interpretato da Kensei Mikami)
- Kumiko Shinohara (interpretata da Saori Takizawa)
- Nishiki Sato (interpretato da Kazuhiko Nishimura)
- Yoko Sato (interpretata da Maki Kubota)
- Satomi Mori (interpretata da Noriko Nakagoshi)
- Risa Machii (interpretata da Shuri)
- Kanako Imai (interpretata da Natsuko Nagaike)
- Teppei Kato (interpretato da Yuya Kido)
- Sayaka Sato (interpretato da Risako Tanigawa)
- Seiichiro Sugisaki (interpretato da Tosei Ishida)
- Kaori Shimizu (interpretata da Yui Tanoue)
- Kenta Shinohara (interpretato da Ayumu Yokoyama)
- Masayo Tanaka (interpretato da Jun Miho)
- Kaito Mori (interpretato da Yusaku Hayashida)